# Ion HZE
Các ion HZE là thành phần hạt nhân năng lượng cao của các tia vũ trụ thiên hà (GCR) có điện tích lớn hơn +2. Chữ viết tắt "HZE" xuất phát từ số nguyên tử (Z) cao (H) và năng lượng (E). Các ion HZE bao gồm hạt nhân của tất cả các nguyên tố nặng hơn hydro (có điện tích +1) và heli (có điện tích +2). Mỗi ion HZE bao gồm một hạt nhân không có các electron quay quanh, nghĩa là điện tích trên ion giống như số nguyên tử của hạt nhân.
Các ion HZE rất hiếm so với các proton, ví dụ, chỉ chiếm 1% các GCR so với 85% cho các proton. Các ion HZE, giống như các GCR khác, di chuyển gần tốc độ ánh sáng. Nguồn của chúng có khả năng là vụ nổ siêu tân tinh.
Ngoài các ion HZE từ các nguồn vũ trụ, các ion HZE được sản xuất bởi Mặt Trời. Trong các cơn bão mặt trời, các ion HZE đôi khi được tạo ra với số lượng nhỏ cùng với các proton điển hình, nhưng mức năng lượng của chúng nhỏ hơn đáng kể so với các ion HZE từ các tia vũ trụ.
Bức xạ không gian bao gồm chủ yếu là các proton năng lượng cao, hạt nhân helium và các ion năng lượng cao Z (ion HZE). Các kiểu ion hóa trong các phân tử, tế bào, mô và tác hại sinh học dẫn đến khác biệt với bức xạ photon năng lượng cao tia X và tia gamma, tạo ra bức xạ truyền năng lượng tuyến tính thấp (LET thấp) từ các electron thứ cấp. Khi ở trong không gian, các phi hành gia được tiếp xúc với các proton, hạt nhân helium và các ion HZE, cũng như bức xạ thứ cấp từ các phản ứng hạt nhân từ các bộ phận hoặc mô của tàu vũ trụ.